# 해빙 (1995년 드라마)
《해빙》은 SBS에서 1995년 11월 8일부터 1995년 12월 28일까지 방영된 수목 미니시리즈 드라마이다. 광복 50주년 기념으로 서울방송이 평양방송과 협조해 제작하였다.

## 등장 인물
- 박상원: 이영욱 역
- 황수정: 정복영 역
- 이성용: 한상우 역
- 황신혜: 강현정 역
- 조경환
- 이도련
- 전양자
- 변희봉
- 전인택
- 이희도
- 박주미
- 김원희
- 안승훈
- 정동환
- 김흥기